# Jonas Engström
Jonas Engström, född 15 juli 1973, är en svensk körledare, pianist och låtskrivare.  

## Biografi
Jonas Engström växte upp i Tåstarp utanför Ängelholm. Som 15-åring sjöng han gospel för första gången. När Glimåkra Folkhögskola 1994 startade Sveriges första gospellinje var Jonas Engström utbildningens första pianist. Från 1998 till 2008 var han projektledare och musikaliskt ansvarig för Stockholm Gospel Körfestival (nuvarande Svenska Gospelverkstaden) med festivaler, fortbildningsdagar och regelbundna studieresor för körledare till USA och engagemang i det första European Gospel Music Symposium i Krakow.
Under dessa år var Engström även kapellmästare i Credokören och påbörjade arbetet som redaktör för Gospel Start Publishing med noter för barn-, ungdoms- och vuxen-kör med titlar som Sjung Gospel, Gospel för Unga, A Gospel Christmas och Gospel på Svenska.  Efter flytt hem till Skåne arrangerades 2016 den första Gospelfest på Malmö Live som årligen samlar över 1 000 sångare från södra Sverige. Han var även ledamot i Sveriges Körförbund 2012–2016.

## Utmärkelser
- 2017 – Årets Hallå-inspiratör utsedd av Höganäs kommun och Företagarna.[5]
- 2019 – Utbultstipendiet för sitt arbete kring text och musik för kör och församling samt för sitt arbete med cd:n Små sånger om stora ord.[6]
- 2022 – Utmärkelsen Årets körledare från Föreningen Sveriges körledare och Rosenborg-Gehrmans Stiftelse. I motiveringen nämns bland annat: "Med sin stora kärlek till både musik och människor har Årets Körledare 2022 kommit långt med att förankra gospelmusiken i Sverige, och bidrar därigenom till en bredare föreställning om vad »det svenska körlivet« kan vara".[7][8]

## Diskografi
- 2001 – Alltid vid din sida - tio nyskrivna bröllopssånger [9]
- 2019 – Små sånger om stora ord - Nya sånger för dig som jobbar med kör, solosång, temagudstjänster eller konfirmander.[10][11]